# Pago Youth FC
El Pago Youth F.C. es un club de fútbol de Pago Pago, Samoa Americana. Se destaca tanto en la liga masculina como en la femenina, consiguiendo los dos títulos en repetidas ocasiones. El conjunto masculino presenta dos equipos, uno A y otro B para afrontar la liga local.

## Plantilla
Actualizado al 28 de enero de 2019.

## Palmarés
- Liga de Fútbol FFAS (8): 2008, 2010, 2011, 2012, 2016,[1] 2017,[2] 2018 y 2019.
- Campeonato Femenino de Samoa Americana (1): 2011[3]
- Segunda División de Samoa Americana (1): 2015